# William Benjamin Baker
William Benjamin Baker (ur. 22 lipca 1840, zm. 17 maja 1911) – amerykański polityk związany z Partią Republikańską. W latach 1895–1901 był przedstawicielem drugiego okręgu wyborczego w stanie Maryland w Izbie Reprezentantów Stanów Zjednoczonych.